# كلايف إيفانز
كلايف إيفانز (بالإنجليزية: Clive Evans)‏ (1 مايو 1957 في المملكة المتحدة - ) هو لاعب كرة قدم بريطاني في مركز الوسط. لعب مع ستوكبورت كونتي ونادي بانغور سيتي ونادي ترانمير روفرز لكرة القدم ونادي كرو ألكساندرا وويغان أتلتيك ولينكولن سيتي أف سي.